# Sai Yok (huyện)
Sai Yok là một huyện (‘‘amphoe’’) thuộc tỉnh Kanchanaburi miền tây Thái Lan.

## Địa lý

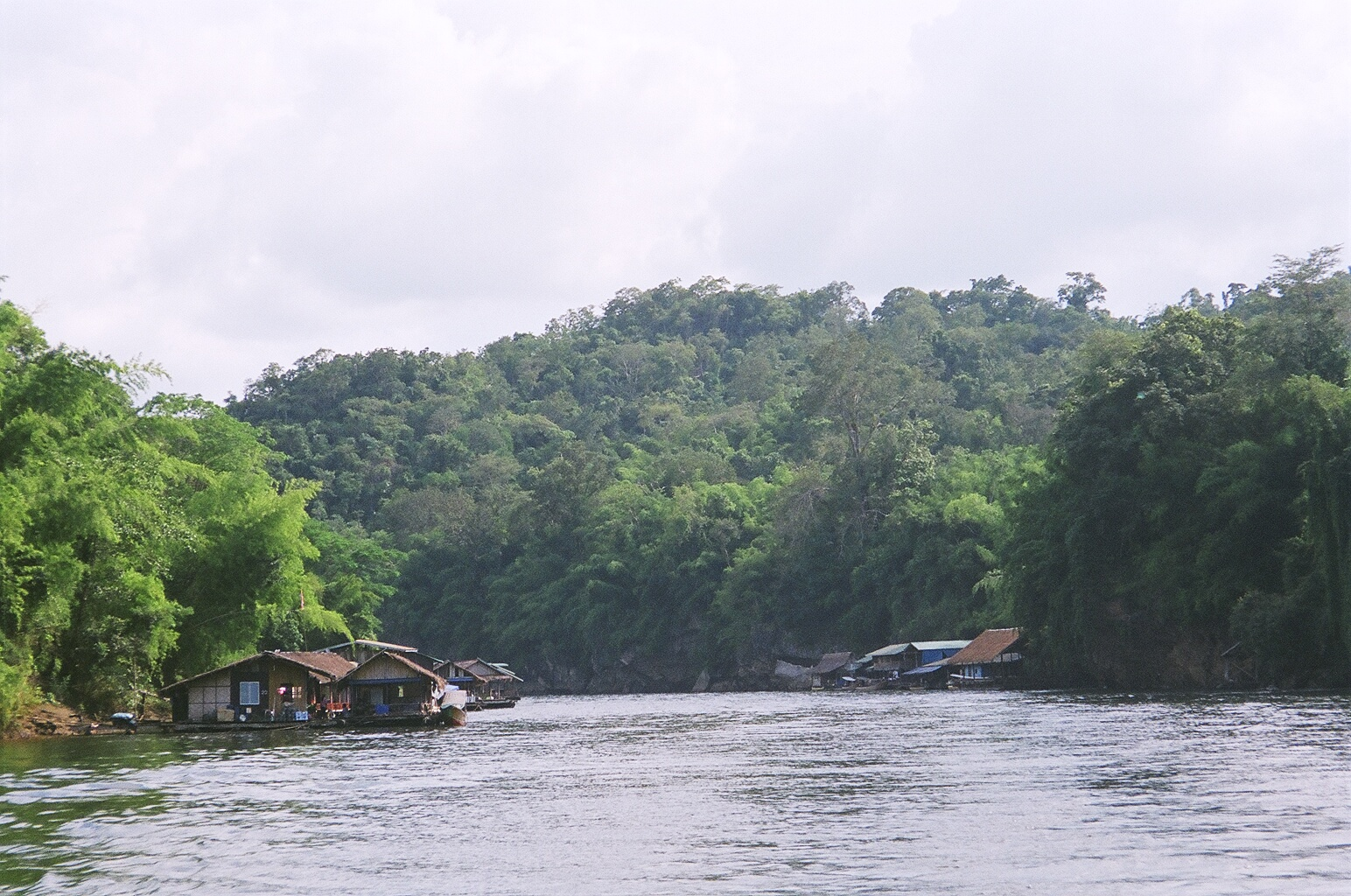
sông Khwae Noi ở Vườn quốc gia Sai Yok.

Huyện này nằm ở thung lũng sông Khwae Noi. Huyện này giáp Myanmar về phía nam. Dọc theo sông tuyến đường sắt chết chạyt đến Nam Tok. Vườn quốc gia Sai Yok đã được thành lập ngày 27 tháng 10 năm 1980 với diện tích khoảng 500 km². Trong khu vực vườn quốc gia này có thác Sai Yok.
Các huyện giáp ranh là (từ phía bắc theo chiều kim đồng hồ) Thong Pha Phum, Si Sawat, Mueang Kanchanaburi của tỉnh Kanchanaburi và Tanintharyi Division của Myanmar.
Huyện này có công viên lịch sử Mueang Sing, quần thể đền đài cực tây của Khmer. Huyện này cũng có đền hổ.

## Hành chính
Huyện này được chia thành 7 phó huyện (tambon), các đơn vị này lại được chia thành 55 làng (muban). Có hai thị trấn (thesaban tambon) - Lum Sum nằm trên một phần của tambon Lum Sum, và Nam Tok Sai Yok Noi parts of tambon Tha Sao. Ngoài ra có 7 tổ chức hành chính tambon (TAO).
| Số TT | Tên          | Tên tiếng Thái | Số làng | Dân số |  |
| ----- | ------------ | -------------- | ------- | ------ |  |
| 1.    | Lum Sum      | ลุ่มสุ่ม           | 10      | 8.715  |  |
| 2.    | Tha Sao      | ท่าเสา          | 11      | 11,331 |  |
| 3.    | Sing         | สิงห์            | 6       | 4.478  |  |
| 4.    | Sai Yok      | ไทรโยค         | 9       | 8.847  |  |
| 5.    | Wang Krachae | วังกระแจะ       | 9       | 7.283  |  |
| 6.    | Si Mongkhon  | ศรีมงคล         | 6       | 7.144  |  |
| 7.    | Bongti       | บ้องตี้           | 4       | 3.894  |  |